# Velvet Darkness They Fear
Velvet Darkness They Fear è il secondo album in studio del gruppo musicale norvegese Theatre of Tragedy, pubblicato il 27 settembre 1996 dalla Massacre Records.

## Descrizione
Anch'esso considerato come uno dei massimi lavori discografici nell'ambito del genere gothic, Velvet Darkness They Fear vendette più di 90 000 copie in Europa. Il primo singolo estratto, Der Tanz der Schatten, a suo tempo divenne un tormentone nei locali dark aiutando i Theatre of Tragedy ad allargare i confini della propria notorietà. I testi di ogni brano sono scritti in medio inglese, fatta eccezione per Der Tanz der Schatten, in tedesco; inoltre nel brano And When He Falleth sono riportati più minuti di un dialogo religioso tratto dal film The Masque of the Red Death.
L'artwork della copertina si mantiene misteriosa e sensuale allo stesso tempo, stampata su tonalità di viola.

## Tracce
1. Velvet Darkness They Fear – 1:04
2. Fair and 'Guiling Copesmate Death – 7:06
3. Bring Forth Ye Shadow – 6:48
4. Seraphic Deviltry – 5:16
5. And When He Falleth – 7:08
6. Der Tanz der Schatten – 5:28
7. Black as the Devil Painteth – 5:26
8. On Whom the Moon Doth Shine – 6:14
9. The Masquerader and Phoenix – 7:34

## Formazione
- Raymond I. Rohonyi – voce maschile
- Liv Kristine – voce femminile
- Tommy Lindal – chitarra
- Hein Frode Hansen – batteria
- Lorentz Aspen – pianoforte, tastiere
- Eirik T. Saltrø – basso